# 自動馬格南V型半自動手槍
AMT自動馬格南V型（英語：AMT AutoMag V；AutoMag，意為：「自動馬格南」；V，罗马数字，意為：5）是一款由美国槍械設計師哈利·桑福德（英語：Harry Sanford）所研製、槍械製造商阿卡迪亞機器及工具公司（英語：Arcadia Machine & Tool，簡稱：AMT）所生產的大型單動操作型半自動手槍，發射.50 AE（.50 Action Express）口徑手枪子彈。

## 歷史及設計
自動馬格南V型是由哈利·桑福德所研發，他亦是最初的.44自動馬格南手槍研發者。它也是一種較少數使用.50口徑子彈（尤其是.50 AE子彈）的半自動手槍。而據說設計一把發射.50 AE子彈的手槍是為了“成為所有發射.50 AE的半自動手槍之中最輕巧和最符合人體工效程度的一把”。
其內置的槍口補償裝置（英語：Compensated）其實是在槍管頂部兩旁各開兩個孔，以利用射擊時所排出的高壓火藥燃氣來抑制槍口方向。儘管如此，對於經驗豐富的射手來說，發射彈藥所產生的巨大後座力和槍口補償裝置所導致的剌耳噪音仍然是令人驚訝。自動麥格農V型使用5、7發可拆卸式彈匣（如果計算膛室的1發就總共5、7+1發）作為其供彈方式。與其他AMT生產的自動馬格南手槍一樣，是以所有的先進材料技術所製造的半自動麥格農手槍，主要是以不鏽鋼鑄造其零件。
自動馬格南V型的生產量應該是3,000把，因為編號為0001-3000至3000-3000。然而，這一個目標卻是從來沒有達到過。MK V採用與MK IV相同的底把，而MK V的底把可以搭配MK IV的套筒，反之亦然。

## 圖集

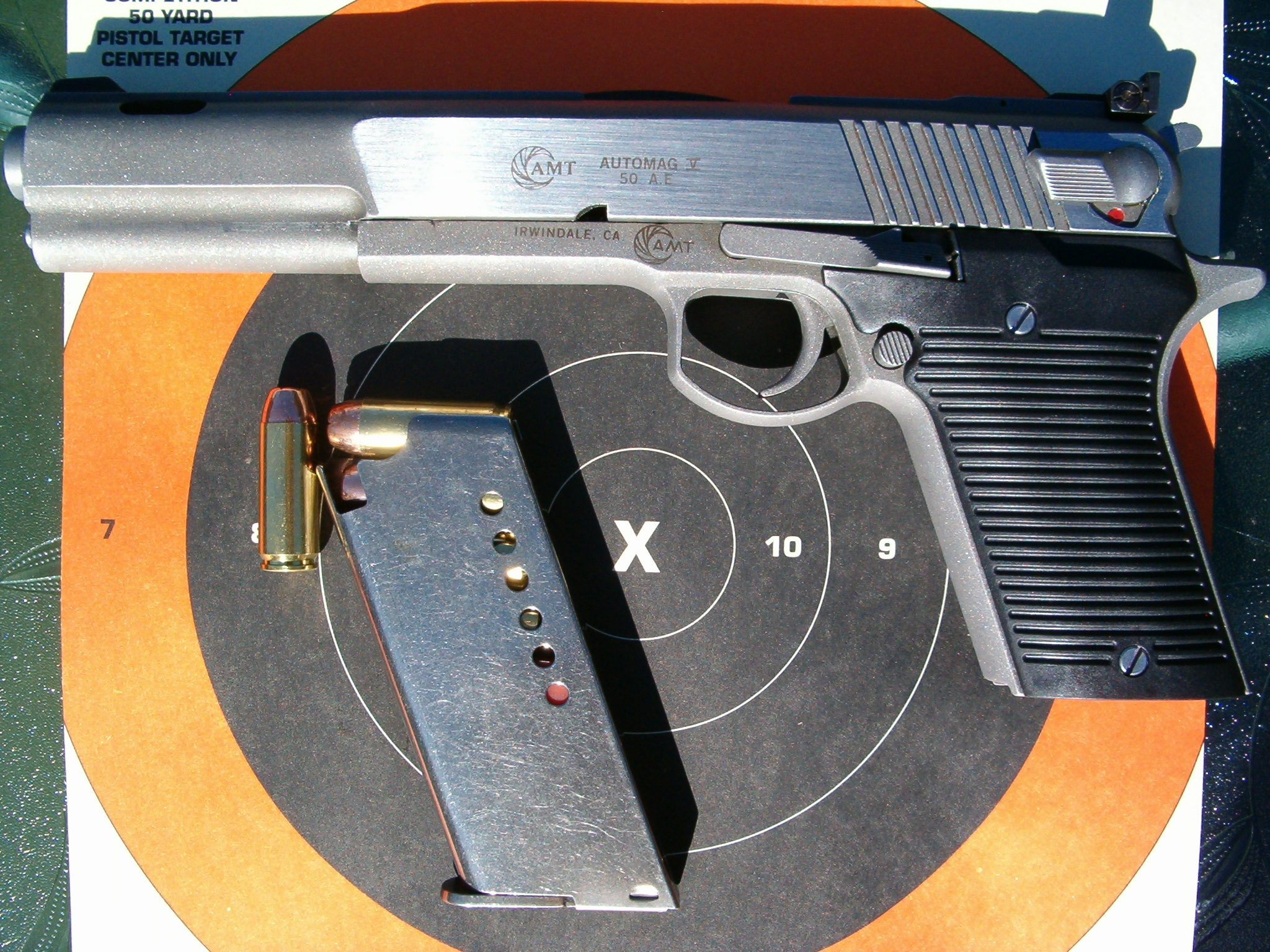
一把AMT自動麥林V型手槍及其原廠製造的5發可拆卸式彈匣
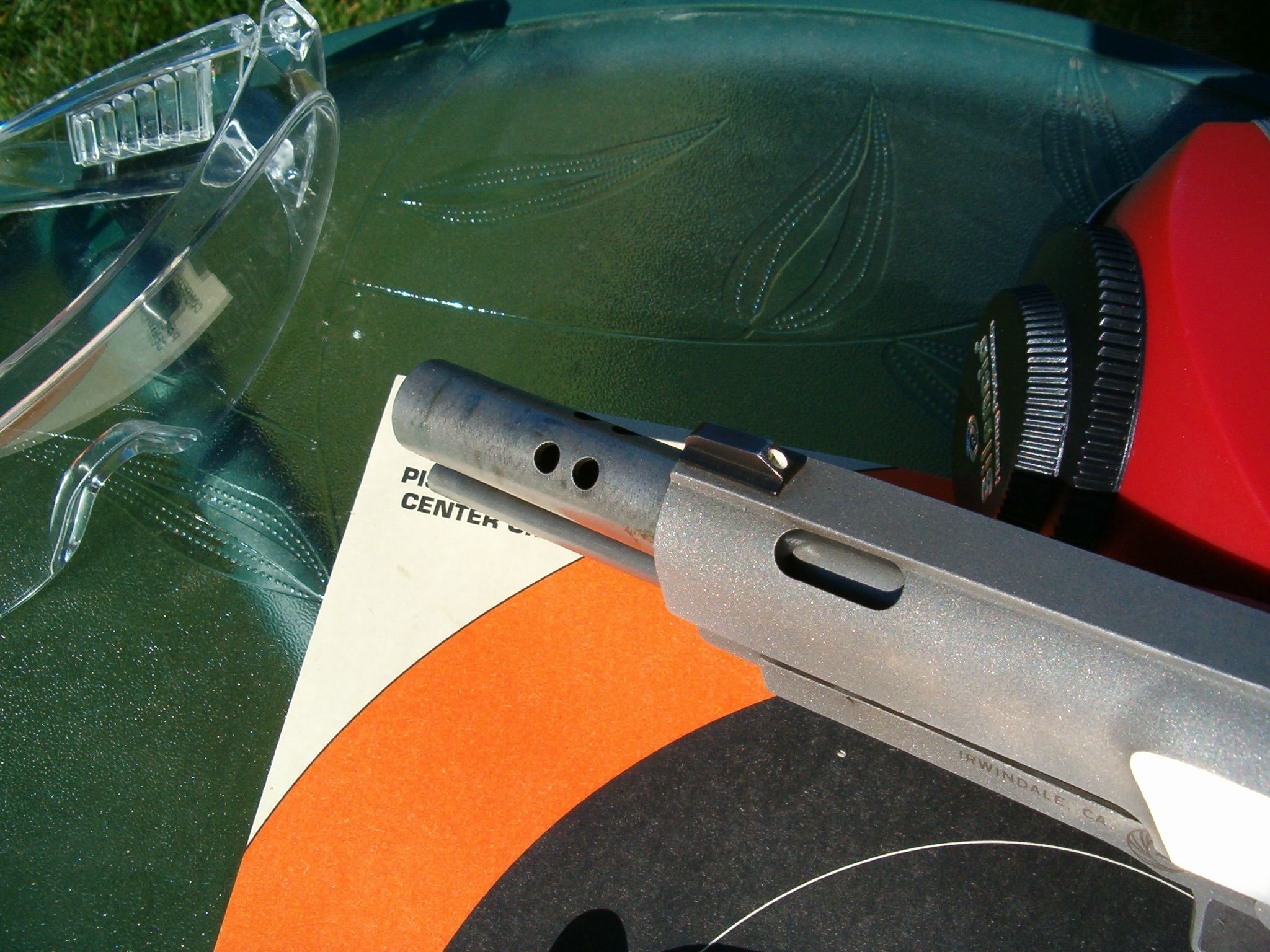
槍管頂部四個馬格那孔和套筒前端橢圓形開孔所組成的槍口補償裝置的特寫鏡頭
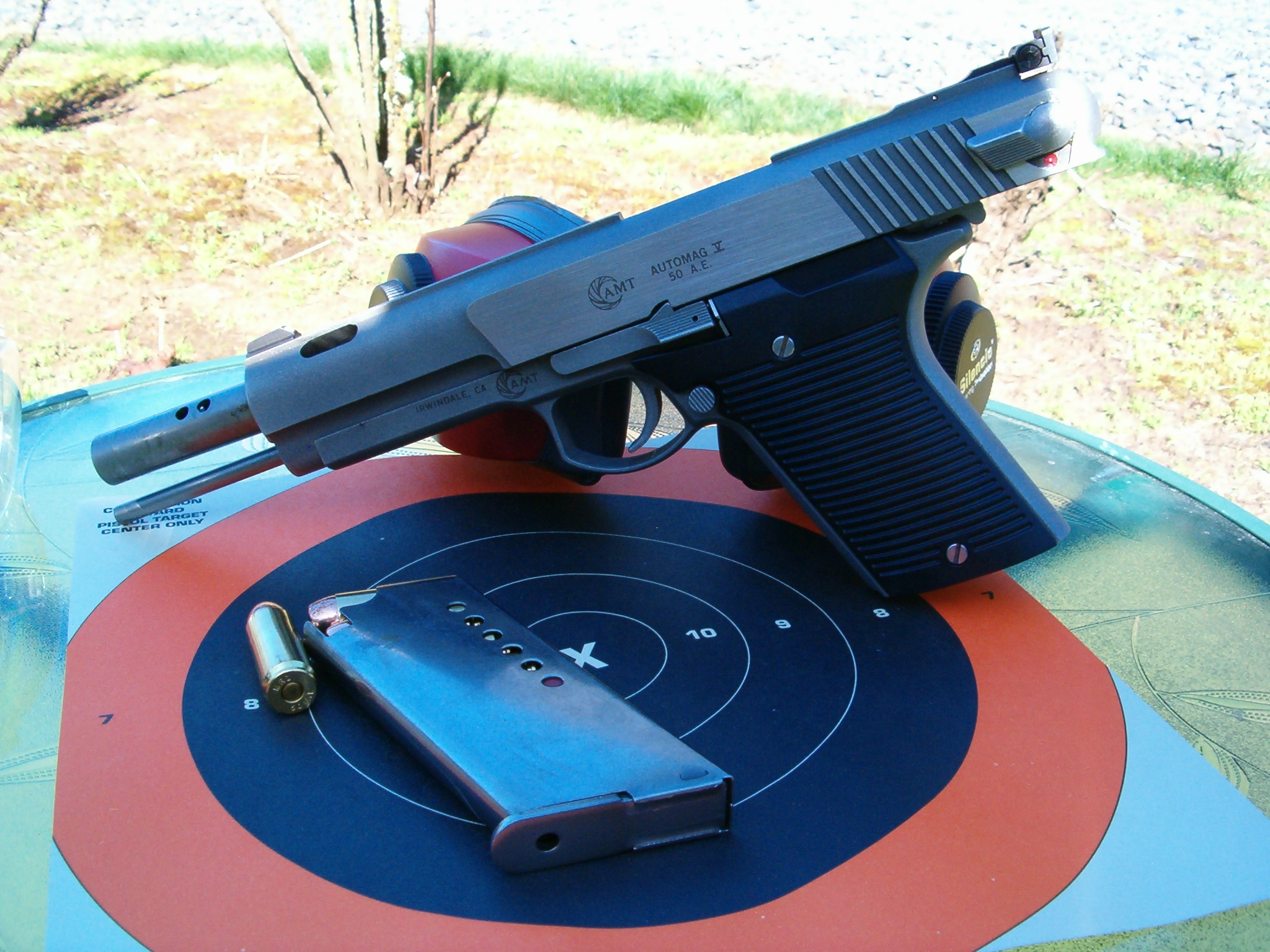
無彈後定的AMT自動麥林V型手槍，露出槍管上的槍口補償裝置

## 流行文化

### 电子遊戲
- 2007年—：最早於韓國版2012年5月31日時推出。命名為「AutoMag Ⅴ」，使用不銹鋼槍身及黑色握把護板，以及7發容量彈匣。奇怪地在未打空彈匣重新裝填時滑套會自動鎖定。港台地區於2012年6月12日推出；中國大陸地區於2012年6月13日推出；在各地版本均已開放使用，但土耳其版因結束營運的關係而不會在這個版本開放使用。另外亦有三種改進版：
  - Balrog-I：最早於韓國版2013年1月31日時推出，以AutoMag Ⅴ作為雛型所研製的赤獄系列反殭屍用途改進型，槍身由紅與黑兩種顏色組成。使用虛構的.50 AE AHE爆破子彈，彈匣加大為10發。奇怪地新增了泵動式操作。港台地區於2013年2月5日推出，命名為「獵魔者」。中國大陸地區於2013年2月6日推出，命名為「红莲」；在各地版本均已開放使用，但泰國版及土耳其版因結束營運的關係而不會在這兩個版本開放使用。
  - Balrog-I BLUE Version：最早於韓國版2014年7月24日時推出，為Balrog-I的藍色槍身版，槍身由藍與黑兩種顏色組成。同樣使用虛構的.50 AE AHE爆破子彈，彈匣加大為10發。奇怪地新增了泵動式操作。港台地區於2014年8月5日推出，命名為「冷燄獵魔者」；中国大陆地區於2014年8月6日推出，命名為「苍雨」；在各地版本均已開放使用，但泰國版及土耳其版因結束營運的關係而不會在這兩個版本開放使用。
  - THANATOS-1：最早於韓國版2015年10月8日時推出，以AutoMag Ⅴ作為雛型所研製的塔納托斯系列反殭屍用途改進型，使用黑色和紫色槍身，並於槍身前方裝上四根利爪狀裝飾，槍身寫有「死」的字樣。無須使用虛構子彈，套筒頂部的機械瞄具被迴旋死神鐮刀發射器所取代，使用發射器時會將套筒從中對分以展開發射器並在槍身兩側展開雙翼。迴旋刀刃射出以後擊中目標的話會即時爆炸並令其移動速度下降。第一人稱視角中的玩家重新裝填動作與中的部份手槍重新裝填動作幾乎一致。港台地區於2015年10月13日推出，命名為「塔納托斯的強擊」；中國大陸地區於2015年10月14日推出，命名為「蚀灵」；在各地版本圴已開放使用，但泰國版、土耳其版及新加坡／馬來西亞版因結束營運的關係而不會在這三個版本開放使用。

### 動畫
- 2013年—《核爆末世錄》：被改裝成飛鏢槍，由黑澤遙人所使用。